# Antoine Sandérus

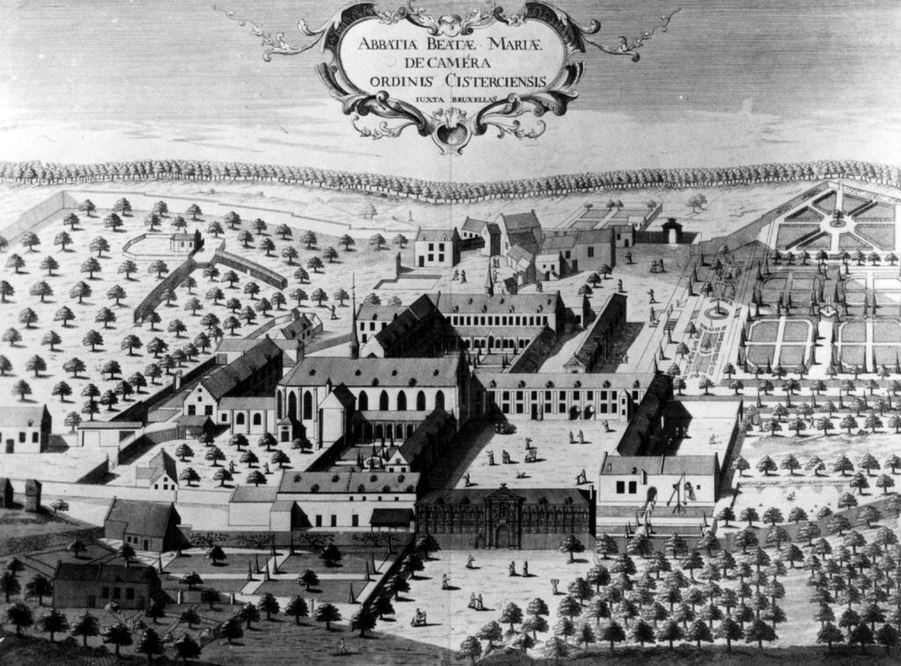
L'abbaye de la Cambre au XVIIe siècle, gravure non signée attribuée à Jacques Harrewijn illustrant la Chorographia sacra Brabantiae d'Antoine Sandérus.

Antoon Sanders, universellement connu dans la République des lettres sous son nom latinisé d’Antonius Sanderus et dans les lettres françaises sous celui d’Antoine Sandérus, est un poète, philosophe, théologien et historien brabançon, de langue latine, né à Anvers le 15 septembre 1586 et mort à l'abbaye d'Affligem le 10 janvier 1664.

## Biographie
Ayant fait sa philosophie au Collège d'Anchin (Douai) et pris le titre de maître-es-arts en 1604, il étudie la théologie à Louvain avec Malderus (Jean van Malderen) et la philosophie avec Guillaume Estius à Douai où il reçut le grade de licence en 1614.
Après avoir été ordonné prêtre à Gand, il sert comme prêtre à Oosteeklo. Il combat farouchement les anabaptistes en Flandre. En 1625 il devient secrétaire et aumônier du cardinal Alfonso de la Cueva.
Son frère Livinus Sanderus (1588-1643), jésuite, fut professeur de philosophie à Douai.

## Œuvres
Antoine Sandérus a laissé plus d’une quarantaine d’ouvrages en latin, la plupart inédits de son vivant.
Son chef-d’œuvre, un historique des abbayes et monastères brabançons.
- Chorographia sacra Brabantiae sive celebrium in ea provincia ecclesiarum et coenobiorum descriptio, imaginibus aeneis illustrata, Bruxelles, 1659 (2e éd., La Haye, 1726).

Par ailleurs :
- De scriptoribus Flandriae libri III, Anvers, 1624
- De Gandavensibus eruditionis fama claris, Anvers 1624
- De Brugensibus eruditionis fama claris libri II, Anvers, 1624
- Hagiologium Flandriae sive de sanctis eius provinciae liber unus, Anvers, 1625 (2e éd., Lille, 1639)

Ces quatre œuvres ont ensuite été regroupées en 2 volumes édités à Cologne de 1641-1644, puis à Bruxelles, chez De Vos en 1735 sous le titre Flandria illustrata sive descriptio comitatus per totem terrarum orbem celeberrimi.
- Elogia cardinalium sanctitate, doctrina et armis illustrium, Louvain, 1625
- Gandavium sive rerum Gandavensium libri VI, Bruxelles, 1627
- Bibliotheca belgica manuscripta, 2 vol., Lille, 1641-3
- Hagiologium Flandriae sive de sanctis eius provinciae, Anvers, 1625
- Un poème à propos de Pierre Paul Rubens, septembre 1621
- Bibliotheca belgica manuscripta, Lille, 1641-43. C’est un inventaire de manuscrits conservés dans différentes bibliothèques belges.
- Elogia cardinalium sanctitate, doctrina et armis illustrium. Louvain, 1625